# مطار تورس
مطار تورس (بالإنجليزية: Tours Val de Loire Airport)‏؛ هو مطار دولي فرنسي يبعد حوالي 6 كلم عن مدينة تورس في فرنسا.